# Samsung Galaxy M23 5G
O Samsung Galaxy M23 (ou Samsung Galaxy M23 5G) é um smartphone de gama média fabricado pela Samsung, que faz parte da série Samsung Galaxy M. Está disponível em 3 cores principais: verde, azul e laranja/bronze. Foi anunciado em 4 de março de 2022.

## Especificações

### Hardware
O Galaxy M23 5G é um smartphone com form fator do tipo slate, cujas dimensões são 165,5 × 77 × 8,4 mm e um peso de 198 gramas.
O dispositivo está equipado com conetividade GSM, HSPA, LTE e 5G telefonia móvel, Wi-Fi 802. 11 a/b/g/n/ac de banda dupla com suporte de Wi-Fi Diret e Hotspot, Bluetooth 5. 0 com A2DP e LE, GPS com A-GPS, BeiDou, GALILEO e GLONASS e NFC. Tem uma porta USB-C 2.0 e uma entrada de áudio de 3,5 mm.
Tem um ecrã LCD TFT Infinity-V TFT capacitivo de 6,6 polegadas na diagonal touch com cantos arredondados e uma resolução FHD + de 1080×2408 pixels. Suporta uma taxa de atualização de 120 Hz.
Possui uma bateria de polímero de lítio de 5000 mAh, não amovível pelo utilizador. Suporta carregamento ultrarrápido de 25W.
O seu chipset é um Qualcomm Snapdragon 750G 5G com CPU octa core (2 núcleos a 2,2 GHz + 6 núcleos a 1,8 GHz). A sua memória interna do tipo eMMC 5.1 é de 128 GB expansível com microSD até 1 TB, enquanto a RAM é de 4 GB.
A câmara traseira tem um sensor principal de 50 megapixel|megapixel, com abertura f/1.8, uma lente de 8 MP ultra grande angular e um sensor de profundidade de 2 MP, está equipada com autofocus PDAF, modo HDR e flash LED, capaz de gravar vídeo 4K a 30 fotogramas por segundo, enquanto possui uma única câmara frontal de 8 MP com gravação de vídeo Full HD a 30 fps e suporte HDR.

### Software
O sistema operativo é o Android 12. Tem a interface de utilizador One UI 4.1.